# Ninth Air Force (1942)
Die Ninth Air Force (deutsch 9. US-Luftflotte) war eine nummerierte Luftflotte (englisch Numbered Air Force) der United States Army Air Forces (USAAF) und der daraus hervorgegangenen United States Air Force während des Zweiten Weltkriegs und des Kalten Krieges. Sie ging aus dem 1942 gebildeten Hauptquartier U.S. Army Middle East Air Force hervor und war ab Herbst 1943 auf dem nordwesteuropäischen Kriegsschauplatz aktiv. Nach dem Krieg war sie für mehrere Jahrzehnte für taktische Jäger-Einheiten an der US-Ostküste zuständig.
Im Jahre 1983 wurde die Ninth Air Force zur Air-Force-Komponente des United States Central Command unter der Bezeichnung United States Central Command Air Forces (USCENTAF). Letztere war ab 1990 im Nahen Osten stationiert, wobei sie an Operationen gegen den Irak und am Krieg in Afghanistan teilnahm. Bis 2009 wurde die Ninth Air Force als USCENTAF bzw. USAFCENT geführt. In einer komplizierten Übertragung der Abstammung wurde die Tradition der im Zweiten Weltkrieg und danach aktiven Ninth Air Force allein von den United States Air Forces Central übernommen und eine neue Ninth Air Force, die genaugenommen keine vorherige Geschichte hat, wurde an der US-Ostküste aktiviert.

## Geschichte

### Zweiter Weltkrieg

#### Mittelmeerraum, 1942 bis 1943
Die Entstehung der Ninth Air Force geht auf den Zeitraum kurz nach dem Eintritt der Vereinigten Staaten in den Zweiten Weltkrieg zurück. Nach dem Angriff der Japaner auf Pearl Harbor am 7. Dezember 1941 ordnete US-Präsident Franklin D. Roosevelt Vergeltungsluftschläge gegen Japan an. Hierfür wurde in Fort Myers, Florida, eine Luftstreitmacht unter Oberst Harry A. Halverson aufgestellt, die aus rund 230 Mann und 23 B-24D-Langstreckenbombern bestand. Die Einheit, aus der die 376th Bombardment Group hervorgehen sollte, erhielt die Codebezeichnung Halpro (für Halverson Project). Sie verließ am 20. Mai 1942 die Vereinigten Staaten in östlicher Richtung mit Ziel China, um von dort aus die japanischen Hauptinseln zu bombardieren. Als sie im Fayed (Ägypten) angekommen war, wurde ihrem Kommandeur mitgeteilt, dass die vorgesehenen Einsatzflughäfen unter die Kontrolle der Japaner geraten waren. Zur gleichen Zeit befand sich der Suez-Kanal durch die deutsch-italienische Offensive in Nordafrika (Unternehmen Theseus) in höchster Gefahr, was enorme strategische Auswirkungen gehabt hätte. Es wurde daher entschieden, Halpro im Nahen Osten zu belassen, um die britischen Truppen im Afrikafeldzug zu unterstützen.
Ein Teil dieser Mission umfasste den ersten Luftangriff auf Ploiești, als am 11./12. Juni 1942 die Erdölanlagen im rumänischen Ploiești bombardiert wurden, der erste Luftangriff von US-Einheiten auf Europa. Nach einigen weiteren Missionen wurde nach der Ankunft von Lewis H. Brereton aus dem Fernen Osten am 28. Juni das Hauptquartier U.S. Army Middle East Air Force (USAMEAF) gebildet, in dem Halpro neben den von Major General Brereton befehligten B-17-Einheiten aufging. Die USAMEAF, die eng mit der britischen Western Desert Air Force zusammenarbeiteten, wurden im August 1942 verstärkt durch die Ankunft der 98th Bombardment Group (Heavy); weitere Verstärkungen folgten in Form der 12th Bombardment Group (Medium) und der 57th Fighter Group. Im Oktober 1942, während der Vorbereitungen für die Zweite Schlacht von El Alamein, wurde innerhalb der USAMEAF das IX Bomber Command gebildet. Eine der ersten Amtshandlungen nach der Übernahme des übergeordneten Hauptquartiers U.S. Army Forces in the Middle East (USAFIME) durch Air-Force-Lieutenant-General Frank M. Andrews am 4. November war die offizielle Umbenennung der USAMEAF in Ninth Air Force am 12. November, bestehend aus dem IX Bomber Command, IX Fighter Command und IX Air Service Command. Das IX Fighter Command wurde ferner durch die aus den USA verlegte 79th Fighter Group verstärkt.

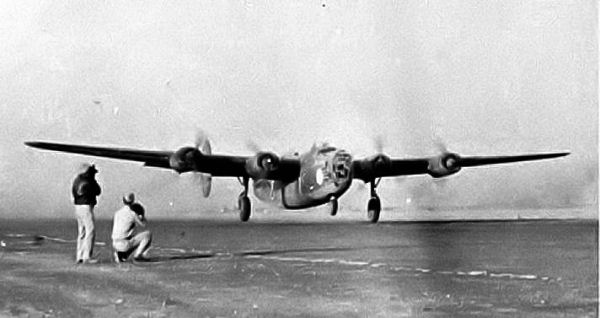
B-24 der 376th Bombardment Group beim Abheben von einem libyschen Flugplatz

Am 4. Dezember 1942 flogen B-24 der Ninth Air Force den ersten Angriff der USAAF auf Italien mit Ziel Neapel, wobei Hafenanlagen und mehrere Schiffe beschädigt wurden. Währenddessen griffen mittlere Bomber vom Typ B-25 und P-40-Jagdflugzeuge der Ninth AF immer wieder in die Rückzugskämpfe der geschlagenen Panzerarmee Afrika durch Libyen ein. Am 15. Dezember wurden mit Sfax erstmals auch ein tunesischer Hafen angegriffen. Am Folgetag erreichten drei Staffeln der 93d Bombardment Group (Heavy) Gambut in Libyen, um dem IX Bomber Command unterstellt zu werden. Wenig später wurde die aus den USA angekommene 324th Fighter Group dem IX Fighter Command unterstellt. Auch Angriffe gegen Kreta wurden in diesem Zeitraum vom IX Bomber Command durchgeführt.
Ab März 1943 wurden Einheiten der Ninth Air Force von tunesischen Flugplätzen aus im Tunesienfeldzug eingesetzt. Nach der deutschen Kapitulation in Tunesien am 12. Mai folgten Angriffe auf Pantelleria zur Vorbereitung der Operation Corkscrew, die am 10. Juni 1943 stattfand. Nach der Einnahme dieser Insel sowie Lampedusas wurden diese für die Vorbereitung der nächsten Stufe des Italienfeldzugs, die Invasion Siziliens, von Flugzeugen der Northwest African Air Force benutzt.

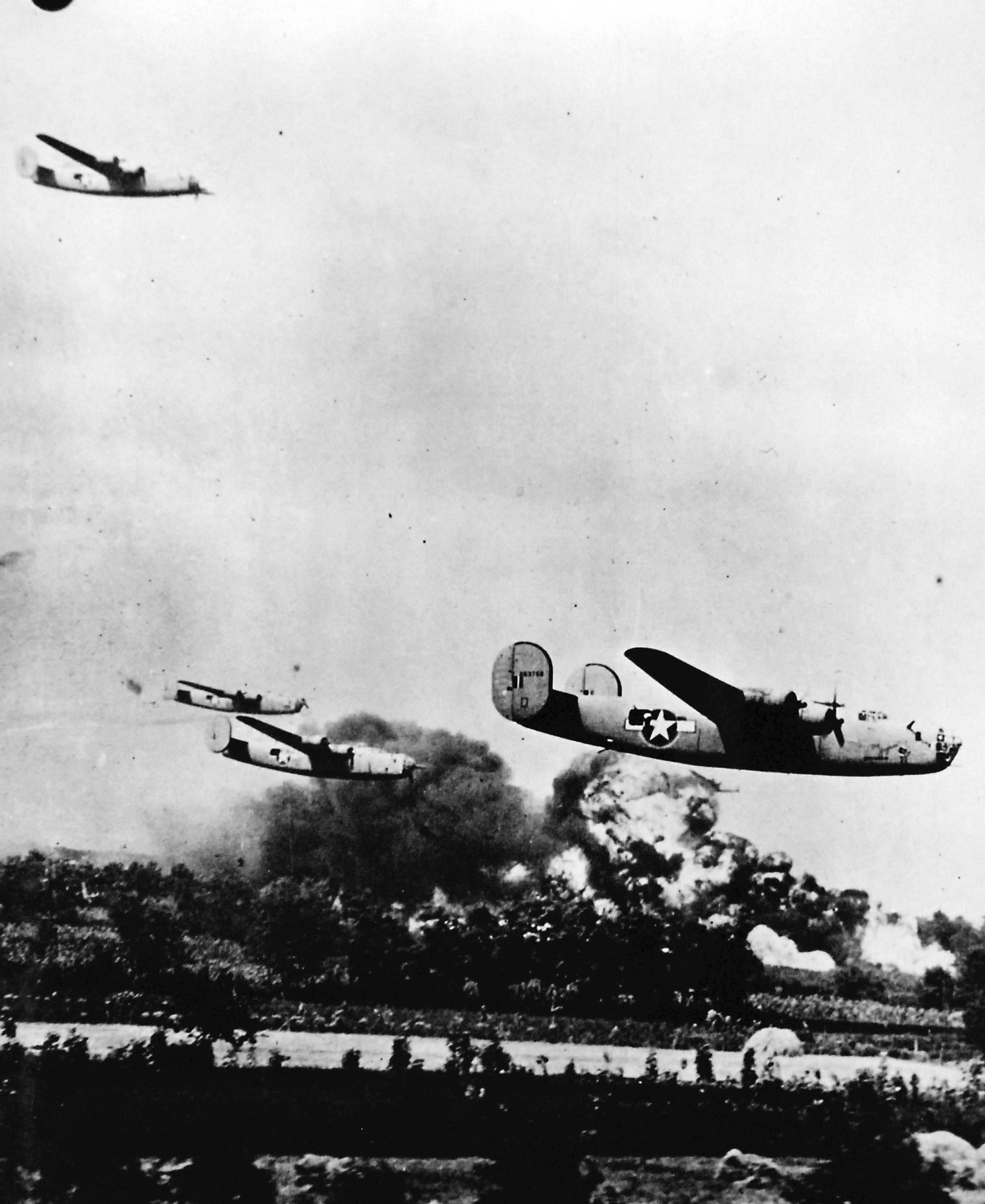
Tieffliegende B-24 während der Operation Tidal Wave

Bald nach den Landungen auf Sizilien wurden die ersten Einheiten der Ninth Air Force auf eroberte Flugfelder auf der Insel verlegt. P-40-Einheiten flogen von der Insel aus vor allem Angriffe gegen Schiffs- und Transportziele. Am 1. August 1943 flogen 177 B-24 der Ninth Air Force von Bengasi aus einen der bis dahin größten Langstreckenangriffe, die Operation Tidal Wave, gegen rumänische Ölfelder. Am 13. August folgte der erste US-Luftangriff auf Österreich, als 61 B-24 die Wiener Neustädter Flugzeugwerke angriffen. Nach dem Abzug der letzten Einheiten der Achsenmächte aus Sizilien wurden von den schweren Einheiten in Vorbereitung auf die Invasion des italienischen Festlands vermehrt Flugplatzziele bei Foggia angegriffen.
Am 22. August wurden in Vorbereitung auf die Verlegung der Ninth Air Force nach Großbritannien alle Jagd- und mittleren Bomber-Einheiten der Ninth Air Force der Twelfth Air Force unterstellt. Die Mehrzahl der schweren Bombereinheiten wurde in der Folge nach Großbritannien abgezogen.

#### Nordwesteuropa, 1943 bis 1945
Am 16. Oktober 1943 wurde im Vereinigten Königreich die neue Ninth Air Force konstituiert, die aus Abgaben der Eighth Air Force gebildet wurde und neben der britischen 2nd Tactical Air Force für die taktische Luftunterstützung der alliierten Bodentruppen zuständig sein sollte. Den Befehl behielt weiterhin General Brereton. Im Winter 1943/44 wurde die Luftflotte in enormem Tempo ausgebaut, so dass sie zu Beginn der Operation Overlord über rund 5.000 Flugzeuge und über 170.000 Mann Personal verfügte. Ihre Hauptaufgaben in diesem Zeitraum waren die Unterstützung der Vorbereitungen für Overlord durch Erringung der Luftherrschaft über Nordfrankreich, Einsätze gegen Transportziele und Stellungen des Atlantikwalls sowie Einsätze im Rahmen der Operation Crossbow gegen deutsche V-Waffen-Anlagen. Am 15. Dezember übernahm das Hauptquartier Allied Expeditionary Air Force (AEAF) unter dem Briten Trafford Leigh-Mallory die taktische Kontrolle über die Ninth Air Force.
Bereits während der Neuaufstellung der Ninth Air Force war das IX Troop Carrier Command gebildet worden, das für die Invasion des Kontinents die US-Luftlandetruppen transportieren sollte. Am 4. Januar 1944 wurde das XIX Air Support Command auf RAF Middle Wallop gebildet (später umbenannt in XIX Tactical Air Command). Daraus ergab sich folgende Organisation am Vorabend der Invasion:

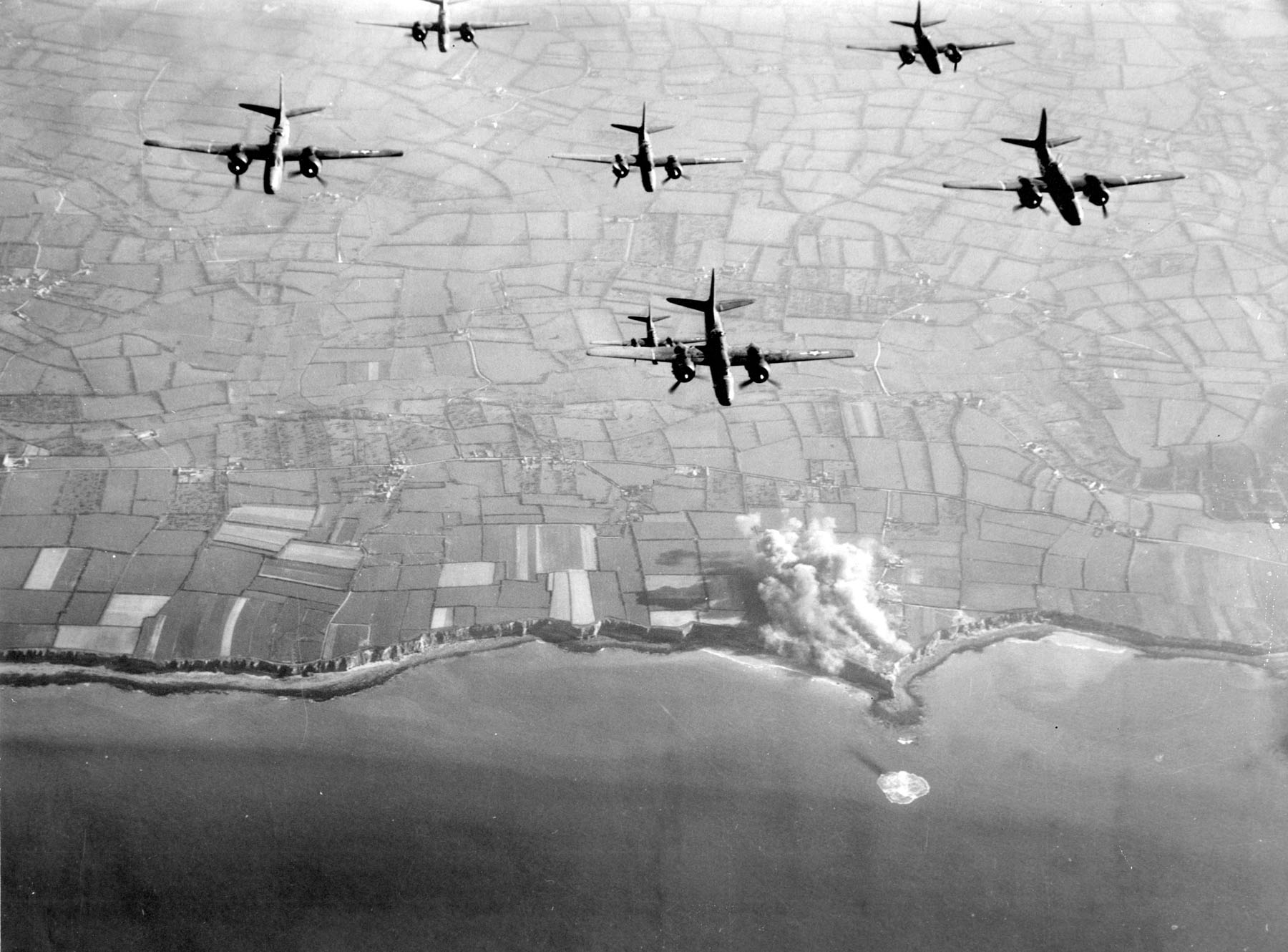
Bombardierung von Pointe du Hoc vor der Invasion

- 10th Photographic Reconnaissance Group
- IX Bomber Command (Major General Samuel E. Anderson)
  - 97th Bombardment Wing (Light)
  - 98th Bombardment Wing (Medium)
  - 99th Bombardment Wing (Medium)
- IX Tactical Air Command (Major General Elwood Richard Quesada; vorgesehen zur Luftunterstützung der 1. US-Armee)
  - 70th Fighter Wing
  - 71st Fighter Wing
  - 84th Fighter Wing
  - 67th Tactical Reconnaissance Group
- XIX Tactical Air Command (Major General Otto P. Weyland; vorgesehen zur Luftunterstützung der 3. US-Armee)
  - 100th Fighter Wing
  - 303rd Fighter Wing
- IX Troop Carrier Command (Major General Paul L. Williams)
  - 50th Troop Carrier Wing
  - 52nd Troop Carrier Wing
  - 53rd Troop Carrier Wing
  - IX Troop Carrier Pathfinder Group (Provisional)
- IX Air Force Service Command
- IX Engineer Command
- IX Air Defense Command

Am D-Day, dem 6. Juni 1944, flogen die Einheiten des IX Troop Carrier Command über 2.000 Einsätze zur Durchführung der Luftlandungen der 82nd und 101st Airborne Division. Jagdbomber und leichte und mittlere Bomber der Typen P-47, P-51, A-20, B-25 und B-26 flogen Angriffe gegen deutsche Stellungen, während die Luftüberlegenheit über den Invasionsstränden durch zweimotorige P-38 sichergestellt wurde. Bald folgten den Landungen der Bodentruppen die ersten Unterstützungseinheiten der Ninth Air Force und nach dem Bau bzw. der Einnahme von Flugplätzen auch fliegende Einheiten. Die Ninth Air Force unterstützte die Bodentruppen in der Schlacht um Cherbourg, dem Vordringen durch die Bocage-Landschaft und dem letztendlichen Ausbruch aus dem Landungsbrückenkopf in der Operation Cobra. Des Weiteren unterstützte sie die Briten in der Schlacht um Caen. Dabei wurden fortgeschrittene Taktiken und Maßnahmen der Boden-Luft-Koordination angewendet, die sich beim Kessel von Falaise auszahlten. Seit der Aktivierung der 12th Army Group auf dem Kontinent Anfang August war deren Unterstützung die Hauptaufgabe der Ninth Air Force. General Brereton erhielt zur gleichen Zeit den Befehl über die 1. Alliierte Luftlandearmee und wurde durch Hoyt S. Vandenberg abgelöst.
Nach der Schlacht in der Normandie folgten die Schlacht um die Bretagne und die Verfolgung der deutschen Truppen durch Nordfrankreich sowie der Kessel von Mons. Allerdings überforderte der schnelle Vormarsch das alliierte Logistiksystem, was die Effektivität auch der Luftoperationen einschränkte. Bei der primär britischen Operation Market Garden, der größten Luftlandung des Krieges, waren auch Flugzeuge des IX Troop Carrier Command beteiligt. Nach dem Beginn des Einsatzes der 9. US-Armee an der Westfront Ende September 1944 wurde für deren Unterstützung das XXIX Tactical Air Command innerhalb der Ninth Air Force gebildet.

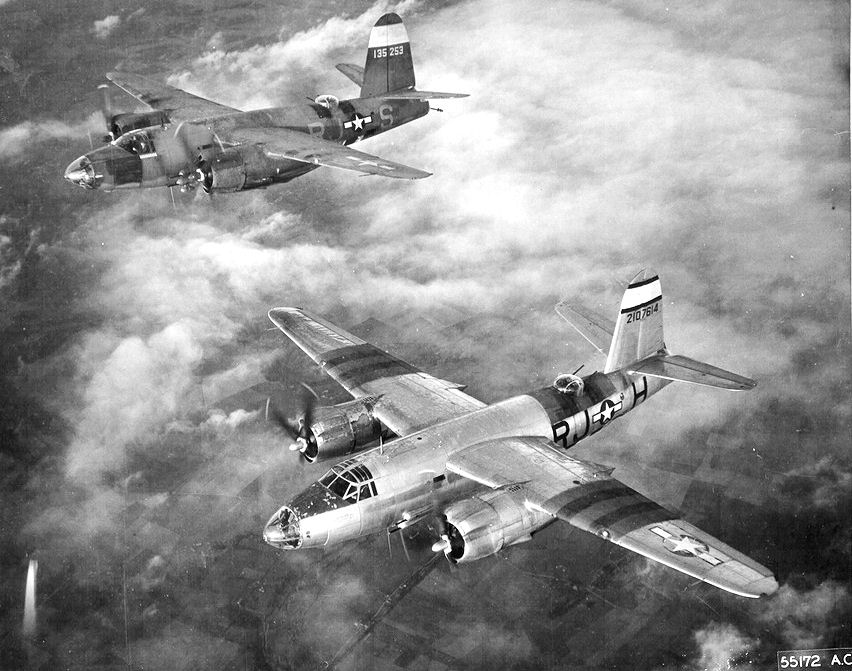
Zwei B-26 der 454th Bombardment Squadron, 6. Dezember 1944

Anfang November begannen großangelegte Luftangriffe des XIX TAC zur Unterstützung von General Pattons Truppen beim Kampf um Metz. Danach herrschte bis Dezember schlechtes Wetter vor, das nur wenige Einsätze zuließ. Weiter nördlich unterstützten das IX und XXIX TAC die Vorstöße der 1. US-Armee in der Schlacht im Hürtgenwald. Am 16. Dezember wurden die amerikanischen Streitkräfte trotz vorliegender Aufklärungsergebnisse durch die deutsche Ardennenoffensive überrascht. Schlechtes Wetter verhinderte zunächst einen effektiven Einsatz der alliierten taktischen Luftflotten, die jedoch in der folgenden Zeit eine entscheidende Rolle bei der Erringung der Luftüberlegenheit und der Zurückdrängung der deutschen Truppen spielten.
Im Februar und März 1945 folgten Einsätze der Ninth Air Force bei den Operationen Grenade, Lumberjack und Undertone. Im Rahmen der Operation Plunder führten alliierte Luftlandetruppen mit Unterstützung des IX Troop Transport Command die Operation Varsity durch. Nach der Überquerung des Rheins folgte ein schneller Vormarsch durch Deutschland, der mit der deutschen Kapitulation endete.

### Nachkriegszeit
Nach dem Kriegsende folgte die zügige Demobilisierung der Ninth Air Force. Die meisten ihrer Einheiten wurden in die USA zurückverlegt und dort aufgelöst, einige blieben zu Besatzungszwecken in Deutschland und einige Transporteinheiten wurden in Frankreich stationiert. Am 2. Dezember 1945 wurde die Ninth Air Force im Hauptquartier der mittlerweile gebildeten United States Air Forces in Europe in Wiesbaden deaktiviert.
Bereits am 28. März 1946 erfolgte die Reaktivierung auf dem Biggs Army Airfield in Texas. Nach einigen Verlegungen des Hauptquartiers wurde im August 1954 die Shaw Air Force Base in South Carolina bezogen. Die Ninth Air Force unterstand dem Tactical Air Command und war für die Staaten östlich des Mississippi zuständig. Häufig wurde sie zu Missionen zur Unterstützung der NATO-Verbündeten herangezogen, so während der Libanonkrise 1958 und der Berlin-Krise 1961. Während der Kuba-Krise 1962 wurde die Ninth Air Force in höchste Alarmbereitschaft versetzt.
Während des Vietnamkrieges wurden verschiedene Einheiten der Ninth Air Force zeitweilig detachiert und im Zuständigkeitsbereich der Pacific Air Forces in Südostasien eingesetzt. 1980 wurden Teile der Ninth Air Force der Rapid Deployment Joint Task Force zugeteilt, aus der 1983 das United States Central Command hervorging. Innerhalb dieses existierte als Subkommando die USCENTAF, deren Kommandeur bis 2009 zugleich auch Befehlshaber der Ninth Air Force war. Die Tradition der Ninth Air Force wurde dann von den United States Air Forces Central übernommen, während eine neue Ninth Air Force auf der Shaw AFB gebildet wurde.